# Герульф Старший
Герульф Старший (нім. Gerulf, нід. Gerolf; д/н — 839 або 853/856) — граф Західної Фризії (Вестерго) в 810—834 роках. Відомий також як Герульф I. Засновник династії Герульфінгів.

## Життєпис
Походив з династії фризьких королів. Дідом вважається Альфбад (Абба), один з фризьких графів на службі Франкської держави. Його батько ймовірно був Дірк, граф Рюстрінгену, який загинув 793 року. Разом з тим в родинних володіннях правив його стрийко Нордалах. Лише після його смерті 810 року Герульф зумів стати графом Західної Фризії.
Основні відомості про Герульфа викладаються у хартії імператора Людовика I, за якою на початку 830-х років Герульф Старший повстав проти імператора, невдоволений територіальними поступками за його рахунок на користь данського конунга Гаральда II. Граф зазнав поразки, а його володіння — між річкою Везер і дельтою Рейну і Маасу — було конфісковано. Відповідно до хартії 839 року Герульф отримав від імператора свої землі назад. Напевне імператор сподівався отримати союзників у боротьбі з синами, що тоді була в розпалі.
У 833 році Герульф підтримав Лотаря I у боротьбі з братами. Після поразки у 834 році Герульфа було повалено, а новим графом поставлений його син Ґергарт. Доля Герульфа невідома: можливо він загинув 839 року або став ченцем Корвейського абатства й загинув у 853 чи 856 році під час нападу данів.

## Родина
Дружина — донька Вали, абата Корвейського монастиря
Діти:
- Ґергарт (д/н— 855/859), граф Західної Фризії
- Гюнтер (д/н—873), архієпископ Кельна (850—863)
- Гільдуїн (д/н—після 866), єпископ Камбре[1]
- Вальдрада (д/н —після 869)
- Тітгауд (д/н—868), архієпископ Тріра
- донька
- можливо Герульф (бл. 850—895/896)